# المستبد (مسلسل)
المستبد هو مسلسل مكسيكي (telenovela) مكون من 136 حلقة بالنسخة الأصلية باللغة الإسبانية من كتابة ديليا فيلو. وسجلت حلقاته في ميامي والذي أنتجه خوسيه إنريكي كروزيا في عام 1990.الفيم من إنتاج بالتعاون مع شركة كابيتالفيسيون الدولية للشبكة الأميركية تيلموندو، وبطولة أندريس غارسيا وسالفادور بينيدا.

## ممثلين
- أندريس غارسيا ..غونزالو سانتيلان
- سلفادور بينيدا ..رودريغو فالفيردي
- رودي رودريغيز .. تيريزا / ماري فرنانديزل
- زولي مونتيرو ..أنطونيا
- غريسيلدا نوغويراس.. أريتوسا
- لورا فابيان.. سيليستي
- ريكاردو بالد.. خوليو
- لويس مونتيرو.. أخيتور
- بيلار بريشيا.. فيوليتا
- تريزا ماريا روخاس.. إيلينا
- مانولو فيلافيردي.. بيدرو
- كارمن مورا.. فرنسيسكا
- روزا فيليبي ..ماغدالينا

## روابط خارجية
- المستبد على موقع IMDb (الإنجليزية)
- المستبد على موقع كينوبويسك (الروسية)
- المستبد على موقع قاعدة بيانات الفيلم (الإنجليزية)